# Borsonella
Borsonella is een geslacht van weekdieren uit de klasse van de Gastropoda (slakken).

## Soorten
- Borsonella abrupta McLean & Poorman, 1971
- Borsonella agassizii (Dall, 1908)
- Borsonella barbarensis Dall, 1919
- Borsonella bartschi (Arnold, 1903)
- Borsonella callicesta (Dall, 1902)
- Borsonella coronadoi (Dall, 1908)
- Borsonella diegensis (Dall, 1908)
- Borsonella erosina (Dall, 1908)
- Borsonella galapagana McLean & Poorman, 1971
- Borsonella hooveri (Arnold, 1903)
- Borsonella merriami (Arnold, 1903)
- Borsonella omphale Dall, 1919
- Borsonella pinosensis Bartsch, 1944
- Borsonella sinelirata Marwick, 1931 †